# Пејнкортвил (Луизијана)
Пејнкортвил (енгл. Paincourtville) насељено је место без административног статуса у америчкој савезној држави Луизијана.

## Демографија
По попису из 2010. године број становника је 911, што је 27 (3,1%) становника више него 2000. године.
| Група             | 2000.       | 2010.       |
| Белци             | 489 (55,3%) | 555 (60,9%) |
| Афроамериканци    | 383 (43,3%) | 322 (35,3%) |
| Азијати           | 4 (0,5%)    | 3 (0,3%)    |
| Хиспаноамериканци | 9 (1,0%)    | 37 (4,1%)   |
| Укупно            | 884         | 911         |